# 230
230. је била проста година.

## Догађаји
- Луције Вирије Агрикола и Секст Катије Клементин Прискилијан - римски конзули
- Цар Александар Север одлучује да Тесалија треба да буде посебна провинција од Македоније. Повећава порезе како би одржао рат против Сасанида и ојачао одбрану Римског царства.
- Распад државе Андра (династија Сатавахана) на мале државице.
- Краљ Ардашир I из Персијског царства напада римску провинцију Месопотамију и безуспешно опседа тврђаву Нисибис. Његова војска угрожава граничне положаје Сирије и Кападокије.
- Александар Север окупља римску војску и успоставља свој штаб у Антиохији. Покушава дипломатско решење, али Персијанци одбијају и бирају рат.
- Јобун постаје краљ корејског краљевства Сила.
- Ориген је дошао у сукоб са Деметријем из Александрије.
- Мучеништво Свете Кикилије, римске мученице.
- Епископ Кастиније наслеђује Киријака I на трону епископа Византиона.
- Седамдесет епископа одржава сабор Хришћанске цркве Африке.

### Јул
- 21. јул — Папа Понтијан је наследио Урбана I као 18. папа.